# Cantonul Borgo
Cantonul Borgo este un canton din arondismentul Bastia, departamentul Haute-Corse, regiunea Corsica, Franța.

## Comune
| Comune        | Populație (1999) | Cod poștal | Cod INSEE |
| ------------- | ---------------- | ---------- | --------- |
| Biguglia      | 7.322            | 20600      | 2B037     |
| Borgo (Borgu) | 7.742            | 20290      | 2B042     |
| Lucciana      | 4.754            | 20290      | 2B148     |
| Vignale       | 181              | 20290      | 2B350     |